# Carro-foguete
Carro-foguete é um veículo terrestre dotado de propulsão de foguete. Um dragster de foguete é um carro-foguete usado para competir em provas de arrancada, e este tipo detém o recorde mundial não oficial para 1/4 de milha.

## História
Fritz von Opel foi fundamental na popularização dos foguetes como meio de propulsão para veículos. Na década de 1920, ele iniciou junto com Max Valier, co-fundador da VfS (Verein für Raumschiffahrt - "Sociedade para Viagens Espaciais"), o primeiro programa de foguetes do mundo, o Opel-RAK, levando a recordes de velocidade para automóveis, veículos ferroviários e o primeiro voo tripulado movido a foguetes em Setembro de 1929. Meses antes, em 1928, um de seus protótipos movidos a foguetes, o Opel RAK2, chegou pilotado pelo próprio von Opel na pista de corrida AVUS em Berlim uma velocidade recorde de 238 km/h, assistido por 3000 espectadores e mídia mundial, entre eles Fritz Lang, diretor de Metrópolis e A Mulher na Lua, o campeão mundial de boxe Max Schmeling e muito mais celebridades esportivas e de show business. Um recorde mundial de veículos ferroviários foi alcançado com RAK3 e uma velocidade máxima de 256 km/h. Após esses sucessos, von Opel pilotou o primeiro voo público de uma aeronave movida a foguetes usando o Opel RAK.1, um avião foguete projetado por Julius Hatry. A mídia mundial relatou esses esforços, incluindo a Universal Newsreel dos EUA, causando como "Raketen-Rummel" ou "Rocket Rumble" imensa excitação pública global, e em particular na Alemanha, onde, entre outros, Wernher von Braun foi fortemente influenciado. A Grande Depressão levou ao fim do programa Opel-RAK, mas Max Valier continuou os esforços. Depois de mudar de combustível sólido para foguetes de combustível líquido, ele morreu durante os testes e é considerado a primeira fatalidade da era espacial que se inicia.
Os carros-foguete são capazes de velocidades muito elevadas, e ao mesmo tempo detinham o recorde de velocidade em  terra (agora detido por um carro a jato). Os carros-foguete diferem dos carros movidos a jato, pois carregam combustível e oxidante a bordo, eliminando a necessidade de uma entrada de ar e compressor que adicionem peso e aumentem o arrasto. Os carros-foguete acionam seus motores por períodos relativamente curtos de tempo, geralmente menos de 20 segundos, mas os níveis de aceleração que os carros-foguete podem alcançar devido à sua alta relação peso-potência são muito altos e as altas velocidades são facilmente alcançadas.
Sammy Miller, em 1984 no Santa Pod Raceway, registrou o tempo mais rápido de 3,58 segundos em 386,26 mph usando um carro de motor movido a peróxido de hidrogênio chamado Vanishing Point. O registro foi testemunhado por 10.000 espectadores e funcionários presentes. Isso é superior ao desempenho de dragsters motores de pistão mais familiares.
Um tipo diferente de propulsão de foguete usa foguetes híbridos com óxido nitroso como o oxidante como o dragster britânico de foguetes, Laffin-Gas.
Nos EUA, os dragsters de foguetes caíram em desuso depois que seu propulsor de peróxido de hidrogênio tornou-se muito caro e eles são banidos na maioria dos eventos por razões de segurança, principalmente devido ao seu alto desempenho. No entanto, eles continuam a correr em vários pontos da Europa.
A Tesla Motors planeja produzir um carro de estrada de produção auxiliado por foguetes, como um pacote de opções. O pacote de opções "SpaceX" para o Tesla Roadster (2020) foi anunciado em 2018. Este pacote roadster escolhido adicionaria propulsores de gás frio alimentados por ar comprimido para melhorar o desempenho.
| Carros-foguete: | Carros-foguete:                                                                                     | Carros-foguete:                                                       | Carros-foguete: | Carros-foguete: |
| --- | --------------------------------------------------------------------------------------------------- | --------------------------------------------------------------------- | --- | --------------- |
| | |                                                                       | |                 |
| Primeiro carro-foguete nos trilhos na ferrovia em Burgwedel, Hanôver em Junho de 1928. Atingiu uma velocidade de 254 km/h e melhorou o recorde mundial de veículos sobre trilhos em 39 km/h. Também era conhecido como Teufelswagen ("carro do diabo"), com o designer Fritz von Opel em primeiro plano à esquerda e o inventor do projeto de foguete Ing. Sander à direita antes do recorde mundial. | Kurt C. Volkhart pilotando seu próprio carro-foguete, na pista AVUS de Berlim, em Dezembro de 1928. | Max Valier a bordo de um carro-foguete (Berlim, c. Dezembro de 1929). | Blue Flame no Festival de Velocidade de Goodwood (Inglaterra, 2007). Em 23 de Outubro de 1970, pilotado Gary Gabelich, no Bonneville Salt Flats (EUA) alcançou um recorde de velocidade em terra. |                 |

### Pioneiros
- Alexandru Ciurcu (Romênia).
- Max Valier (Áustria).
- Kitty O'Neil (EUA).
- Friedrich Wilhelm Sander (Alemanha).

## Carros de foguete notáveis
Carro foguete Opel Rak.6
- Bloodhound SSC, jato híbrido/carro foguete em desenvolvimento a partir de 2013.
- Blue Flame, um veículo que detinha o recorde de velocidade em terra.
- Budweiser Rocket, o primeiro veículo terrestre alegou ter quebrado extraoficialmente a barreira do som.
- Heylandt Rocket Car (ver: Arthur Rudolph).
- Opel RAK.1, o primeiro carro-foguete.
- Valier-Heylandt Rak 7, o primeiro carro-foguete com propulsão líquida.